# دولارا
دولارا (به لاتین: Dolra) یک یخچال طبیعی و رود در گرجستان است که در Svaneti, Georgia (country) واقع شده‌است.